# M1 (Nordirland)

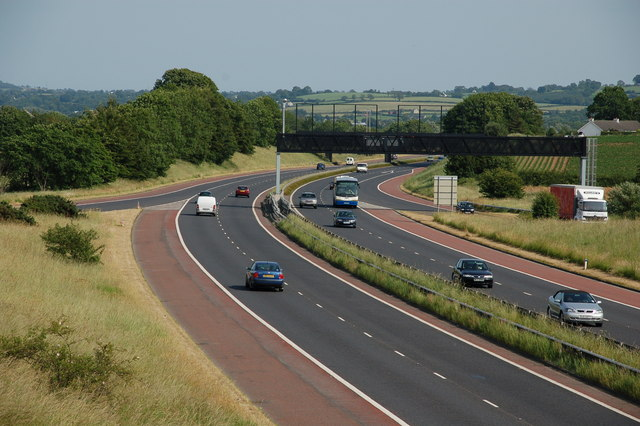
Del av M1 i Nordirland

M1 är en motorväg i Nordirland i Storbritannien som går mellan Belfast och Dungannon. Motorvägen är en del av den viktiga sträckan mellan Belfast och Dublin som utgörs av sträckorna M1, A1 och N1. Vägen utgör också en del av europavägarna E1 och E18.
Nordirland har ett eget nummersystem. Därför har denna motorväg inget samband varken med M1 i England eller med M1 i Republiken Irland.